# Sexuellt ofredande
Sexuellt ofredande är ett brott enligt svensk lag. Det är ett sexualbrott och specificeras i brottsbalkens 6 kap 10 §.
Paragrafen är uppdelad i fyra stycken, varav det första stycket omfattar barn under 15 år medan det andra stycket omfattar såväl vuxna som barn. Stycke tre och fyra avser grovt brott.
Sexuellt ofredande kan vara till exempel blottande eller tafsande. Den avgörande skillnaden mellan ett ofredande och ett sexuellt ofredande är om det finns ett sexuellt inslag.
Straffet för sexuellt ofredande är böter eller fängelse i högst två år.